# Ficus ampelas
Ficus ampelas är en mullbärsväxtart som beskrevs av Nicolaas Laurens Nicolaus Laurent Burman. Ficus ampelas ingår i släktet fikonsläktet, och familjen mullbärsväxter. Inga underarter finns listade i Catalogue of Life.